# Silviu Ilie
Silviu Ilie (n. 27 iunie 1988, Galați, România) este un fotbalist român care evoluează la echipa Dunărea Călărași pe postul de fundaș.

## Carieră
A debutat pentru Oțelul Galați în Liga I pe 19 noiembrie 2005 într-un meci pierdut împotriva echipei FC Timișoara. La data de 17 noiembrie 2010 a debutat pentru echipa națională a României, fiind introdus pe finalul amicalului împotriva Italiei.

## Titluri
Oțelul Galați
- Liga I (1): 2010-2011[1]